# Az Australian Open női egyes döntői
Az alábbi táblázat az év első Grand Slam-tornája, az Australian Open női egyes döntőit tartalmazza.

## Döntők (1922–től)
| Év           | Győztes                                                 | Vesztes                                                 | Eredmény                                                |
| 2025         | Madison Keys                                            | Arina Szabalenka                                        | 6–3, 2–6, 7–5                                           |
| 2024         | Arina Szabalenka                                        | Cseng Csin-ven                                          | 6–3, 6–2                                                |
| 2023         | Arina Szabalenka                                        | Jelena Ribakina                                         | 4–6, 6–3, 6–4                                           |
| 2022         | Ashleigh Barty                                          | Danielle Collins                                        | 6–3, 7–6(2)                                             |
| 2021         | Ószaka Naomi                                            | Jennifer Brady                                          | 6–4, 6–3                                                |
| 2020         | Sofia Kenin                                             | Garbiñe Muguruza                                        | 4–6, 6–2, 6–2                                           |
| 2019         | Ószaka Naomi                                            | Petra Kvitová                                           | 7–6(2), 5–7, 6–4                                        |
| 2018         | Caroline Wozniacki                                      | Simona Halep                                            | 7–6(2), 3–6, 6–4                                        |
| 2017         | Serena Williams                                         | Venus Williams                                          | 6–4, 6–4                                                |
| 2016         | Angelique Kerber                                        | Serena Williams                                         | 6–4, 3–6, 6–4                                           |
| 2015         | Serena Williams                                         | Marija Sarapova                                         | 6–3, 7–6(5)                                             |
| 2014         | Li Na                                                   | Dominika Cibulková                                      | 7–6(3), 6–0                                             |
| 2013         | Viktorija Azaranka                                      | Li Na                                                   | 4–6, 6–4, 6–3                                           |
| 2012         | Viktorija Azaranka                                      | Marija Sarapova                                         | 6–3, 6–0                                                |
| 2011         | Kim Clijsters                                           | Li Na                                                   | 3–6, 6–3, 6–3                                           |
| 2010         | Serena Williams                                         | Justine Henin                                           | 6–4, 3–6, 6–2                                           |
| 2009         | Serena Williams                                         | Gyinara Szafina                                         | 6–0, 6–3                                                |
| 2008         | Marija Sarapova                                         | Ana Ivanović                                            | 7–5, 6–3                                                |
| 2007         | Serena Williams                                         | Marija Sarapova                                         | 6–1, 6–2                                                |
| 2006         | Amélie Mauresmo                                         | Justine Henin-Hardenne                                  | 6–1, 2–0 feladta                                        |
| 2005         | Serena Williams                                         | Lindsay Davenport                                       | 2–6, 6–3, 6–0                                           |
| 2004         | Justine Henin-Hardenne                                  | Kim Clijsters                                           | 6–3, 4–6, 6–3                                           |
| 2003         | Serena Williams                                         | Venus Williams                                          | 7–6(4), 3–6, 6–4                                        |
| 2002         | Jennifer Capriati                                       | Martina Hingis                                          | 4–6, 7–6(7), 6–2                                        |
| 2001         | Jennifer Capriati                                       | Martina Hingis                                          | 6–4, 6–3                                                |
| 2000         | Lindsay Davenport                                       | Martina Hingis                                          | 6–1, 7–5                                                |
| 1999         | Martina Hingis                                          | Amélie Mauresmo                                         | 6–2, 6–3                                                |
| 1998         | Martina Hingis                                          | Conchita Martínez                                       | 6–3, 6–3                                                |
| 1997         | Martina Hingis                                          | Mary Pierce                                             | 6–2, 6–2                                                |
| 1996         | Szeles Mónika                                           | Anke Huber                                              | 6–4, 6–1                                                |
| 1995         | Mary Pierce                                             | Arantxa Sánchez Vicario                                 | 6–3, 6–2                                                |
| 1994         | Steffi Graf                                             | Arantxa Sánchez Vicario                                 | 6–0, 6–2                                                |
| 1993         | Szeles Mónika                                           | Steffi Graf                                             | 4–6, 6–3, 6–2                                           |
| 1992         | Szeles Mónika                                           | Mary Joe Fernández                                      | 6–2, 6–3                                                |
| 1991         | Szeles Mónika                                           | Jana Novotná                                            | 5–7, 6–3, 6–1                                           |
| 1990         | Steffi Graf                                             | Mary Joe Fernández                                      | 6–3, 6–4                                                |
| 1989         | Steffi Graf                                             | Helena Suková                                           | 6–4, 6–4                                                |
| 1988         | Steffi Graf                                             | Chris Evert                                             | 6–1, 7–6(3)                                             |
| 1987         | Hana Mandlíková                                         | Martina Navratilova                                     | 7–5, 7–6(1)                                             |
| 1986         | Időpontváltozás miatt ebben az évben nem rendezték meg. | Időpontváltozás miatt ebben az évben nem rendezték meg. | Időpontváltozás miatt ebben az évben nem rendezték meg. |
| 1985         | Martina Navratilova                                     | Chris Evert Lloyd                                       | 6–2, 4–6, 6–2                                           |
| 1984         | Chris Evert Lloyd                                       | Helena Suková                                           | 6–7, 6–1, 6–3                                           |
| 1983         | Martina Navratilova                                     | Kathy Jordan                                            | 6–2, 7–6                                                |
| 1982         | Chris Evert Lloyd                                       | Martina Navratilova                                     | 6–3, 2–6, 6–3                                           |
| 1981         | Martina Navratilova                                     | Chris Evert Lloyd                                       | 6–7, 6–4, 7–5                                           |
| 1980         | Hana Mandlíková                                         | Wendy Turnbull                                          | 6–0, 7–5                                                |
| 1979         | Barbara Jordan                                          | Sharon Walsh                                            | 6–3, 6–3                                                |
| 1978         | Christine O'Neill                                       | Betsy Nagelsen                                          | 6–3, 7–6                                                |
| 1977         | Evonne Goolagong Cawley                                 | Helen Gourlay Cawley                                    | 6–3, 6–0 (december)                                     |
| 1977         | Kerry Melville Reid                                     | Dianne Fromholtz Balestrat                              | 7–5, 6–2 (január)                                       |
| 1976         | Evonne Goolagong                                        | Renáta Tomanová                                         | 6–2, 6–2                                                |
| 1975         | Evonne Goolagong                                        | Martina Navratilova                                     | 6–3, 6–2                                                |
| 1974         | Evonne Goolagong                                        | Chris Evert                                             | 7–6, 4–6, 6–0                                           |
| 1973         | Margaret Smith Court                                    | Evonne Goolagong                                        | 6–4, 7–5                                                |
| 1972         | Virginia Wade                                           | Evonne Goolagong                                        | 6–4, 6–4                                                |
| 1971         | Margaret Smith Court                                    | Evonne Goolagong                                        | 2–6, 7–6, 7–5                                           |
| 1970         | Margaret Smith Court                                    | Kerry Melville                                          | 6–1, 6–3                                                |
| 1969         | Margaret Smith Court                                    | Billie Jean King                                        | 6–4, 6–1                                                |
| ↑ Open era ↑ |                                                         |                                                         |                                                         |
| 1968         | Billie Jean King                                        | Margaret Smith Court                                    | 6–1, 6–2                                                |
| 1967         | Nancy Richey                                            | Lesley Turner                                           | 6–1, 6–4                                                |
| 1966         | Margaret Smith Court                                    | Nancy Richey                                            | játék nélkül                                            |
| 1965         | Margaret Smith Court                                    | Maria Bueno                                             | 5–7, 6–4, 5–2 feladták                                  |
| 1964         | Margaret Smith Court                                    | Lesley Turner                                           | 6–3, 6–2                                                |
| 1963         | Margaret Smith Court                                    | Jan Lehane                                              | 6–2, 6–2                                                |
| 1962         | Margaret Smith Court                                    | Jan Lehane                                              | 6–0, 6–2                                                |
| 1961         | Margaret Smith Court                                    | Jan Lehane                                              | 6–1, 6–4                                                |
| 1960         | Margaret Smith Court                                    | Jan Lehane                                              | 7–5, 6–2                                                |
| 1959         | Mary Carter Reitano                                     | Renee Schuurman                                         | 6–2, 6–3                                                |
| 1958         | Angela Mortimer                                         | Lorraine Coghlan                                        | 6–3, 6–4                                                |
| 1957         | Shirley Fry                                             | Althea Gibson                                           | 6–3, 6–4                                                |
| 1956         | Mary Carter                                             | Thelma Coyne Long                                       | 3–6, 6–2, 9–7                                           |
| 1955         | Beryl Penrose                                           | Thelma Coyne Long                                       | 6–4, 6–3                                                |
| 1954         | Thelma Coyne Long                                       | Jenny Staley                                            | 6–3, 6–4                                                |
| 1953         | Maureen Connolly                                        | Julie Sampson                                           | 6–3, 6–2                                                |
| 1952         | Thelma Coyne Long                                       | Helen Angwin                                            | 6–2, 6–3                                                |
| 1951         | Nancye Wynne Bolton                                     | Thelma Coyne Long                                       | 6–1, 7–5                                                |
| 1950         | Louise Brough                                           | Doris Hart                                              | 6–4, 3–6, 6–4                                           |
| 1949         | Doris Hart                                              | Nancye Wynne Bolton                                     | 6–3, 6–4                                                |
| 1948         | Nancye Wynne Bolton                                     | Marie Toomey                                            | 6–3, 6–1                                                |
| 1947         | Nancye Wynne Bolton                                     | Nell Hall Hopman                                        | 6–3, 6–2                                                |
| 1946         | Nancye Wynne Bolton                                     | Joyce Fitch                                             | 6–4, 6–4                                                |
| 1945         | Elmaradt a második világháború miatt.                   | Elmaradt a második világháború miatt.                   | Elmaradt a második világháború miatt.                   |
| 1944         | Elmaradt a második világháború miatt.                   | Elmaradt a második világháború miatt.                   | Elmaradt a második világháború miatt.                   |
| 1943         | Elmaradt a második világháború miatt.                   | Elmaradt a második világháború miatt.                   | Elmaradt a második világháború miatt.                   |
| 1942         | Elmaradt a második világháború miatt.                   | Elmaradt a második világháború miatt.                   | Elmaradt a második világháború miatt.                   |
| 1941         | Elmaradt a második világháború miatt.                   | Elmaradt a második világháború miatt.                   | Elmaradt a második világháború miatt.                   |
| 1940         | Nancye Wynne                                            | Thelma Coyne                                            | 5–7, 6–4, 6–0                                           |
| 1939         | Emily Wood Westacott                                    | Nell Hall Hopman                                        | 6–1, 6–2                                                |
| 1938         | Dorothy Bundy                                           | Dorothy Stevenson                                       | 6–3, 6–2                                                |
| 1937         | Nancye Wynne                                            | Emily Hood Westacott                                    | 6–3, 5–7, 6–4                                           |
| 1936         | Joan Hartigan                                           | Nancye Wynne                                            | 6–4, 6–4                                                |
| 1935         | Dorothy Round                                           | Nancy Lyle                                              | 1–6, 6–1, 6–3                                           |
| 1934         | Joan Hartigan                                           | Margaret Molesworth                                     | 6–1, 6–4                                                |
| 1933         | Joan Hartigan                                           | Coral McInnes Buttsworth                                | 6–4, 6–3                                                |
| 1932         | Coral McInnes Buttsworth                                | Kathrine Le Mesurier                                    | 9–7, 6–4                                                |
| 1931         | Coral McInnes Buttsworth                                | Marjorie Cox Crawford                                   | 1–6, 6–3, 6–4                                           |
| 1930         | Daphne Akhurst                                          | Sylvia Lance Harper                                     | 10–8, 2–6, 7–5                                          |
| 1929         | Daphne Akhurst                                          | Louise Bickerton                                        | 6–1, 5–7, 6–2                                           |
| 1928         | Daphne Akhurst                                          | Esna Boyd                                               | 7–5, 6–2                                                |
| 1927         | Esna Boyd                                               | Sylvia Lance Harper                                     | 5–7, 6–1, 6–2                                           |
| 1926         | Daphne Akhurst                                          | Esna Boyd                                               | 6–1, 6–3                                                |
| 1925         | Daphne Akhurst                                          | Esna Boyd                                               | 1–6, 8–6, 6–4                                           |
| 1924         | Sylvia Lance                                            | Esna Boyd                                               | 6–3, 3–6, 8–6                                           |
| 1923         | Margaret Molesworth                                     | Esna Boyd                                               | 6–1, 7–5                                                |
| 1922         | Margaret Molesworth                                     | Esna Boyd                                               | 6–3, 10–8                                               |